# Иванов, Пётр Платонович
Пётр Платонович Иванов — Герой Советского Союза, командир 547-го Пинского ордена Кутузова 3-й степени миномётного полка 61-й армии 1-го Белорусского фронта, подполковник.

## Биография
Родился 15 ноября 1907 года в селе Марьевка ныне Сумского района Сумской области (Украина) в семье крестьянина. Украинец. Член ВКП(б)/КПСС с 1931 года. Окончив среднюю школу, работал в сельском хозяйстве.
В Красной Армии с 1929 года. В 1932 году окончил курсы командиров взводов, в 1935 году — Киевское военное артиллерийское училище.
Когда началась Великая Отечественная война, командовал дивизионом 198-го гаубичного артиллерийского полка 46-й стрелковой дивизии. Участник Великой Отечественной войны с июля 1941 года. Воевал на Западном, Брянском, 2-м Прибалтийском и 1-м Белорусском фронтах.
Командир 547-го Пинского ордена Кутузова 3-й степени миномётного полка (61-я армия, 1-й Белорусский фронт) подполковник П. П. Иванов огнём своего полка с 14 января по 5 февраля 1945 года обеспечивал форсирование подразделениями реки Пилица северо-западнее города Варка (Польша), преследование отходящего противника и отражение его контратак. В этих боях было уничтожено 7 миномётных батарей, 25 пулемётов, сотни гитлеровцев.
Указом Президиума Верховного Совета СССР от 27 февраля 1945 года за умелое руководство полком, личное мужество, проявленное в боях против фашистских захватчиков, подполковнику Иванову Петру Платоновичу присвоено звание Героя Советского Союза с вручением ордена Ленина и медали «Золотая Звезда» (№ 5691).
После войны продолжал службу в Вооружённых Силах. В 1948 году окончил Высшую офицерскую артиллерийскую школу. С 1955 года полковник П. П. Иванов — в запасе.
Жил в городе Сумы (Украина). Работал председателем областного общества охотников и рыболовов. Умер 25 августа 1986 года. Похоронен на Засумском кладбище в Сумах.
Награждён 2 орденами Ленина, 2 орденами Красного Знамени, орденом Александра Невского, 2 орденами Отечественной войны 1-й степени, 3 орденами Красной Звезды, медалями.
В городе Сумы, в начале улицы имени Героев Сталинграда, создана аллея Славы, где представлены портреты 39 Героев Советского Союза, чья судьба связана с городом Сумы и Сумским районом, среди которых и портрет Героя Советского Союза П. П. Иванова.